# Тіфор Беннетт
Тіфор Беннетт (англ. Teafore Bennett; нар. 7 червня 1984) — ямайський футболіст, нападник клубу «Вілладже Унітед». Виступав, зокрема, за клуби «кальчіо Вілладже Унітед» та «кальчіо Вілладже Унітед», а також національну збірну Ямайки.

## Клубна кар'єра
У дорослому футболі дебютував 2002 року виступами за команду «Вілледж Юнайтед», в якій провів три сезони. У 2004 році перейшов до «Портмор Юнайтед». У 2005 році разом з вище вказаним клубом виграв чемпіонат та кубок Ямайки, а також Клубний чемпіонат Карибського футбольного союзу. Того ж року перебрався до американського клубу «Вірджинія-Біч Марінерс» з Першого дивізіону USL.
Потім грав у малазійському «Паханзі». У 2006 році повернувся до «Вілледж Юнайтед». 11 квітня 2006 року у складі національної збірної Ямайки відзначився голом у воротах збірної США, а шість днів по тому прийняв пропозицію від американського клубу «Гаррісбург Сіті Айлендерс». Проте вже незабаром виїхав до Швеції, де став гравцем клубу «Естерс» зі Супереттана.
У грудні 2007 року став першим ямайським футболістом, який підписав контракт з африканським клубом, ставши гравцем ангольського «Петру Атлетіку». У 2008 році разом з командою виграв національний чемпіонат. У 2009 році повернувся на Ямайку, де підсилив місцевий «Огест Таун». На початку 2010 року знову повернувся до «Вілледж Юнайтед».

## Виступи за збірну
У футболці національної збірної Ямайки дебютував у жовтні 2004 року в поєдинку проти Гватемали. У складі збірної був учасником розіграшу Золотого кубка КОНКАКАФ 2005 року у США. На турнірі зіграв у поєдинку проти ПАР (3:3, відзначився голом) та Мексики (0:1), а ямайська збірна дійшла до 1/4 фіналу. У складі збірної Ямайки зіграв 20 матчів та відзначився 4-ма голами. Останній поєдинок за національну команду зіграв у листопаді 2006 року в поєдинку проти Перу.

## Досягнення
«Портмор Юнайтед»
- Клубний чемпіонат Карибського футбольного союзу
  -  Чемпіон (1): 2005
- Національна Прем'єр-ліги Ямайки
  -  Чемпіон (1): 2005
- Кубок Ямайки
  -  Володар (1): 2005

«Петру Атлетіку»
- Чемпіонат Анголи
  -  Чемпіон (2): 2008, 2009

Ямайка
- Переможець Карибського кубка: 2005